# Campyloneurum major
Campyloneurum major är en stensöteväxtart som först beskrevs av Georg Hans Emmo Wolfgang Hieronymus och Cristóbal Mariá Hicken, och fick sitt nu gällande namn av David Bruce Lellinger. Campyloneurum major ingår i släktet Campyloneurum och familjen Polypodiaceae. Inga underarter finns listade.